# CONCACAF Champions' Cup 1984
La CONCACAF Champions' Cup 1984 è stata la 20ª edizione della massima competizione calcistica per club centro-nordamericana.

## Risultati

### Zona Centro-Nord America

#### Primo turno
| Squadra 1            | Totale          | Squadra 2            | Andata | Ritorno |
| -------------------- | --------------- | -------------------- | ------ | ------- |
| Universidad          | 1 - 2           | Puebla               | 0 - 0  | 1 - 2   |
| Águila               | 2 - 7           | Guadalajara          | 2 - 4  | 0 - 3   |
| Sagrada Familia      | 0 - 0 (5-3 dcr) | Suchitepéquez        | 0 - 0  | 0 - 0   |
| Comunicaciones       | 3 - 1           | FAS                  | 1 - 1  | 2 - 0   |
| Pancyprian F.        | 2 - 2 (4-3 dcr) | Hotels International | 2 - 2  | 0 - 0   |
| Jacksonville Tea Men | 1 - 6           | Vida                 | 0 - 3  | 1 - 3   |

#### Secondo turno
- Guadalajara e  Vida  qualificate d'ufficio al terzo turno.

| Squadra 1      | Totale          | Squadra 2       | Andata | Ritorno |
| -------------- | --------------- | --------------- | ------ | ------- |
| Comunicaciones | a tav.          | Sagrada Familia | -      | -       |
| Pancyprian F.  | 2 - 2 (4-2 dcr) | Puebla          | 0 - 0  | 2 - 2   |

#### Terzo turno
| Squadra 1      | Totale | Squadra 2   | Andata | Ritorno |
| -------------- | ------ | ----------- | ------ | ------- |
| Comunicaciones | 1 - 4  | Guadalajara | 0 - 0  | 1 - 4   |
| Pancyprian F.  | 3 - 2  | Vida        | 1 - 1  | 2 - 1   |

#### Quarto turno
- Guadalajara e  Pancyprian F. squalificate dalla CONCACAF per mancati accordi sulla data di disputa della finale. L'incontro, programmato in una gara unica da disputarsi a Los Angeles l'11 dicembre 1984[5], subì continui rinvii e ridefinizioni finché la confederazione non dispose la squalifica delle due squadre, respingendo un'ultima proposta di giocare l'incontro il 26 febbraio 1985 a Guadalajara, sempre in un'unica gara[6].

### Zona Caraibi

#### Primo turno
- Robinhood e  Transvaal escluse dalla competizione per aver ritardato la presentazione della domanda d'iscrizione.

| Squadra 1  | Totale | Squadra 2    | Andata | Ritorno |
| ---------- | ------ | ------------ | ------ | ------- |
| Aigle Noir | 0 - 1  | Victory Boys | 0 - 0  | 0 - 1   |
| SUBT       | 1 - 1  | Cygne Noir   | 0 - 0  | 1 - 1   |

Parteciparono inoltre le seguenti squadre, i cui incontri e i relativi risultati sono ignoti:
- Violette qualificata al turno successivo.
- Sport Guyanais qualificata al turno successivo.
- Defence Force
- St. George's
- Moulien
- Rivière-Pilote
- Guayama

#### Secondo turno
| Squadra 1 | Totale | Squadra 2    | Andata | Ritorno |
| --------- | ------ | ------------ | ------ | ------- |
| Violette  | 6 - 0  | Victory Boys | 3 - 0  | 3 - 0   |

- Sono stati disputati altri incontri, i cui risultati sono ignoti.  Sport Guyanais qualificata al turno successivo.

#### Terzo turno
| Squadra 1      | Totale | Squadra 2 | Andata | Ritorno |
| -------------- | ------ | --------- | ------ | ------- |
| Sport Guyanais | 2 - 2  | Violette  | 0 - 0  | 2 - 2   |

### Finale
- Violette proclamato campione CONCACAF a tavolino il 27 febbraio 1985, in seguito alla squalifica di Guadalajara e Pancyprian F. deliberata dalla confederazione.[6]